# 玉越清美
玉越 清美（たまこし きよみ）は、元公益社団法人・愛知県安全運転管理協議会専務理事。元愛知県中警察署長。柔道5段。

## 経歴
岐阜県郡上市白鳥町出身。
- 愛知県警察に警察官として42年勤務
- 常滑警察署長
- 港警察署長
- 警務部参事官兼首席監察官兼監察室長
- 中警察署長
- 生活安全部長
- 総務部長（警視長）を最後に、2008年3月に退職。

## 出演

### テレビ番組
- 中京テレビNEWSリアルタイム（中京テレビ、水曜コメンテーター）
- news every. 中京テレビローカルパート（中京テレビ、水曜コメンテーター）